# Cadeira vaga
Cadeira vaga é a situação de vacância que ocorre nas Academias de letras, que surge normalmente depois da morte de um de seus membros.

## Histórico
Afrânio Peixoto, ex-presidente da Academia Brasileira, assim registrou a origem das Cadeiras nas Academias:
"Ora, na Academia Francesa havia apenas uma poltrona, ou fauteuil, para o diretor. Em 1713, foi candidato um escritor amável, então muito querido, La Monnoye, e o acadêmico cardeal d’Estrées quisera dar-lhe o voto… mas lá, não iria, pois que, príncipe da Igreja, não se sentaria num banco, como a ralé, senão num fauteuil, como tinha direito no paço del-rei. Não haja dúvida, disse Luís XIV, sabendo do caso: «deem-se quarenta poltronas aos senhores acadêmicos»…
Não sorriem: na época foi esta coisa imensa atestada por Saint-Simon e todos os memorialistas do tempo: todos os escritores, quase todos plebeus e pobres, petits-gens, promovidos, por isso, no Louvre, no palácio do rei, onde se reuniam, à situação de príncipes, duques, cardeais… assentarem-se em fauteuil… Daí vem o prestígio «objetivo» da poltrona, da cadeira acadêmica… Daí os lugares, as vagas acadêmicas, se declararem: tal ocupa o fauteil 27; está vaga a cadeira tal… O fauteuil, a poltrona, é, simbolicamente, um pequeno trono… O homem de letras nobilitado a alguém, não filho d’algo, fidalgo, porém, filho das próprias obras, algo…"

## Conceito
De acordo com as regras estabelecidas, desde a fundação da Academia francesa, no século XVIII, as Academias de letras possuem um número fixo e vitalício de membros, ocupando cadeiras numeradas (via de regra, de 1 até 40), que são vitalícias.
Ocorrendo o falecimento (e em casos muito raros, o afastamento ou a resignação), a cadeira vaga passa a ser objeto do ritual sucessório.
Na Academia Brasileira de Letras o processo ocorre cumprindo uma série de formalidades, herança das inumeráveis regras de etiqueta da Corte francesa, que vão desde as chamadas "visitas protocolares" do candidato aos membros efetivos e eleitores, até a elaboração dos discursos de posse, com saudação ao membro anterior e a si próprio.
Qualquer cidadão, à luz de suas obras, está em tese apto a concorrer à vaga da ABL. Na Académie, há ainda de passar-se pela aprovação do chefe do executivo do país.
Considera-se ocupada a cadeira a partir do instante da eleição do novo membro - e não do momento em que tem assento na cadeira. Assim, casos há onde o "imortal" deixou de tomar posse, por haver falecido antes dela, como Emílio de Meneses.